# Сундбюберг
Сундбюбе́рг (швед. Sundbybergs kommun, Sundbybergs stad) — коммуна в Швеции.
Коммуна Сундбюберг находится в восточной Швеции и административно входит в лен Стокгольм. Она граничит с коммунами Сольна, Соллентуна и Дандерюд. Южная её часть примыкает к северным кварталам шведской столицы Стокгольм. Ранее территория коммуны входила в историческую провинцию Уппланд. Образована в 1971 году.
Наименьшая по площади из всех коммун Швеции (8,77 км²), но с наибольшей плотностью населения (около 6000 чел. на кв. км).

## Население
| Численность населения коммуны Сундбюберг за 1910—2010 г.г. | Численность населения коммуны Сундбюберг за 1910—2010 г.г. | Численность населения коммуны Сундбюберг за 1910—2010 г.г. | Численность населения коммуны Сундбюберг за 1910—2010 г.г. | Численность населения коммуны Сундбюберг за 1910—2010 г.г. |
| Год                                                        |                                                            |                                                            | Население                                                  |                                                            |
| ---------------------------------------------------------- | ---------------------------------------------------------- | ---------------------------------------------------------- | ---------------------------------------------------------- | ---------------------------------------------------------- |
| 1910                                                       |                                                            |                                                            | 4 649                                                      |                                                            |
| 1930                                                       |                                                            |                                                            | 8 471                                                      |                                                            |
| 1950                                                       |                                                            |                                                            | 24 488                                                     |                                                            |
| 1960                                                       |                                                            |                                                            | 27 068                                                     |                                                            |
| 1970                                                       |                                                            |                                                            | 28 085                                                     |                                                            |
| 1980                                                       |                                                            |                                                            | 25 717                                                     |                                                            |
| 1990                                                       |                                                            |                                                            | 31 308                                                     |                                                            |
| 2000                                                       |                                                            |                                                            | 33 868                                                     |                                                            |
| 2010                                                       |                                                            |                                                            | 38 633                                                     |                                                            |
| Источник: SCB                                              |                                                            |                                                            |                                                            |                                                            |

## Города-партнёры
- Киркконумми, Финляндия
- Алуксне, Латвия
- Харинги, Великобритания
- Санкт-Файт-ан-дер-Глан, Австрия

## Персоналии
- Олимпийские чемпионки по кёрлингу (2018): Анна Хассельборг, Сара Макманус, Агнес Кнохенхауэр, София Мабергс.

## Галерея

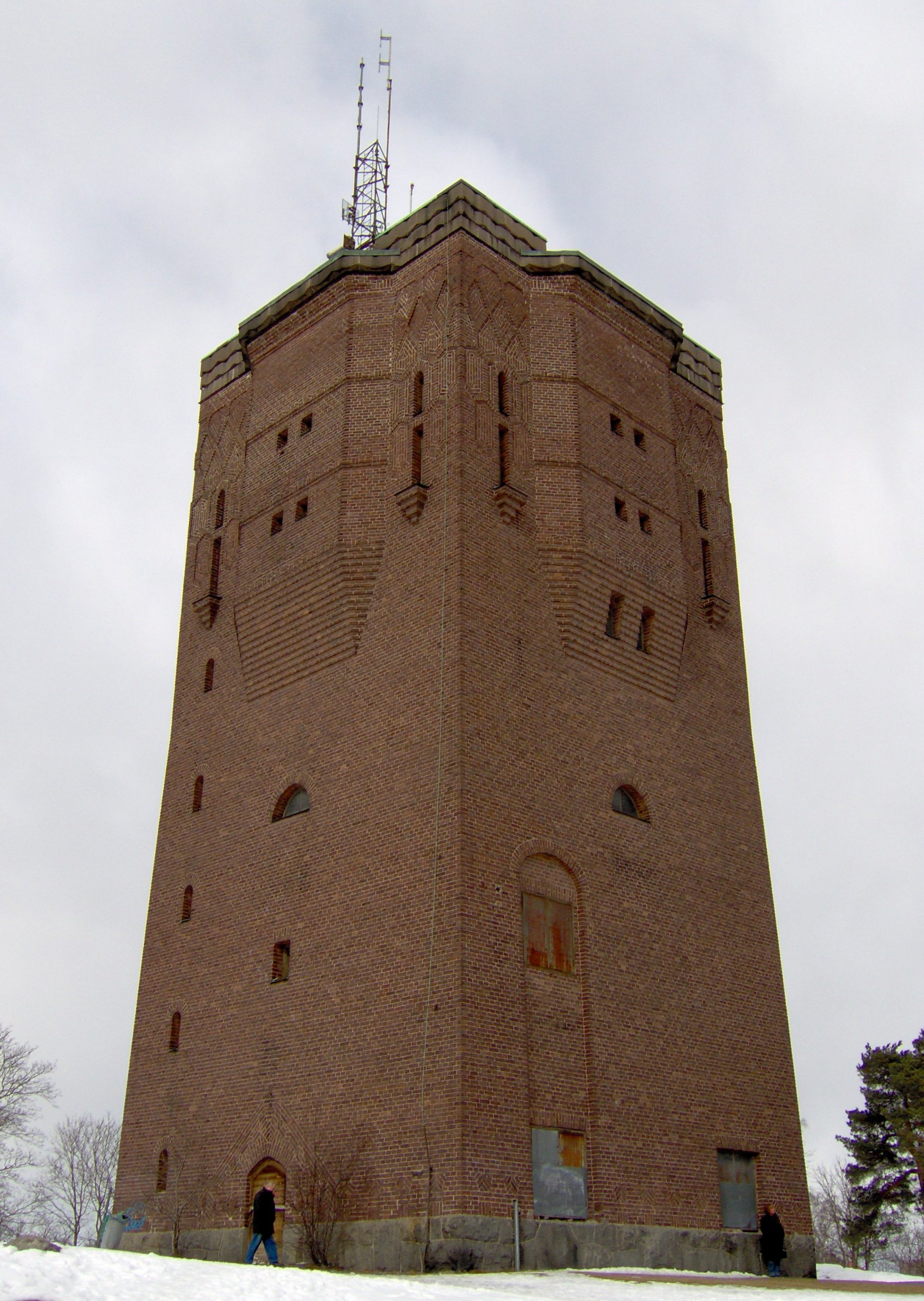
Водонапорная башня (Сундбюберг)
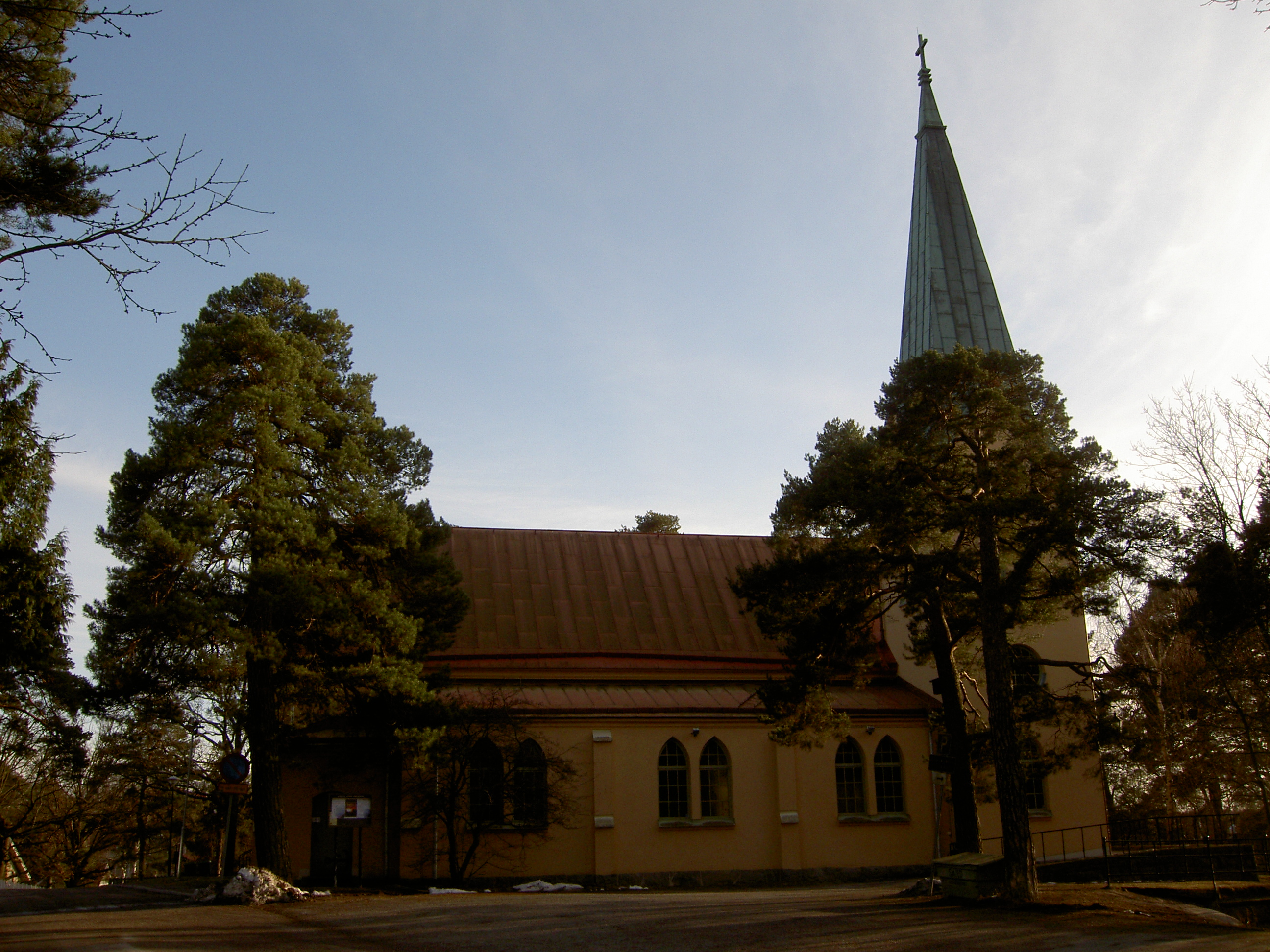
Церковь (Дувбу)
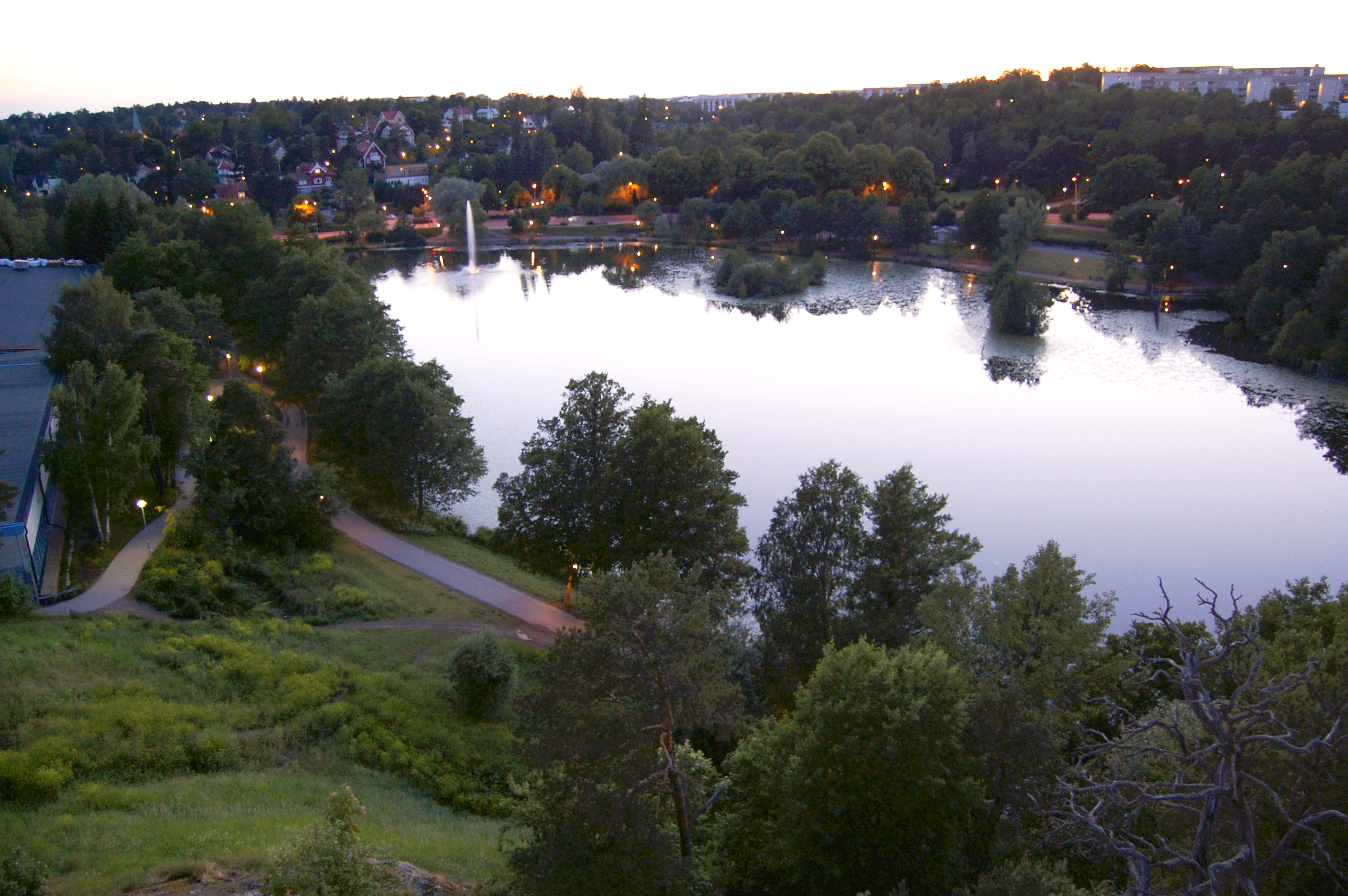
Озеро Летшен
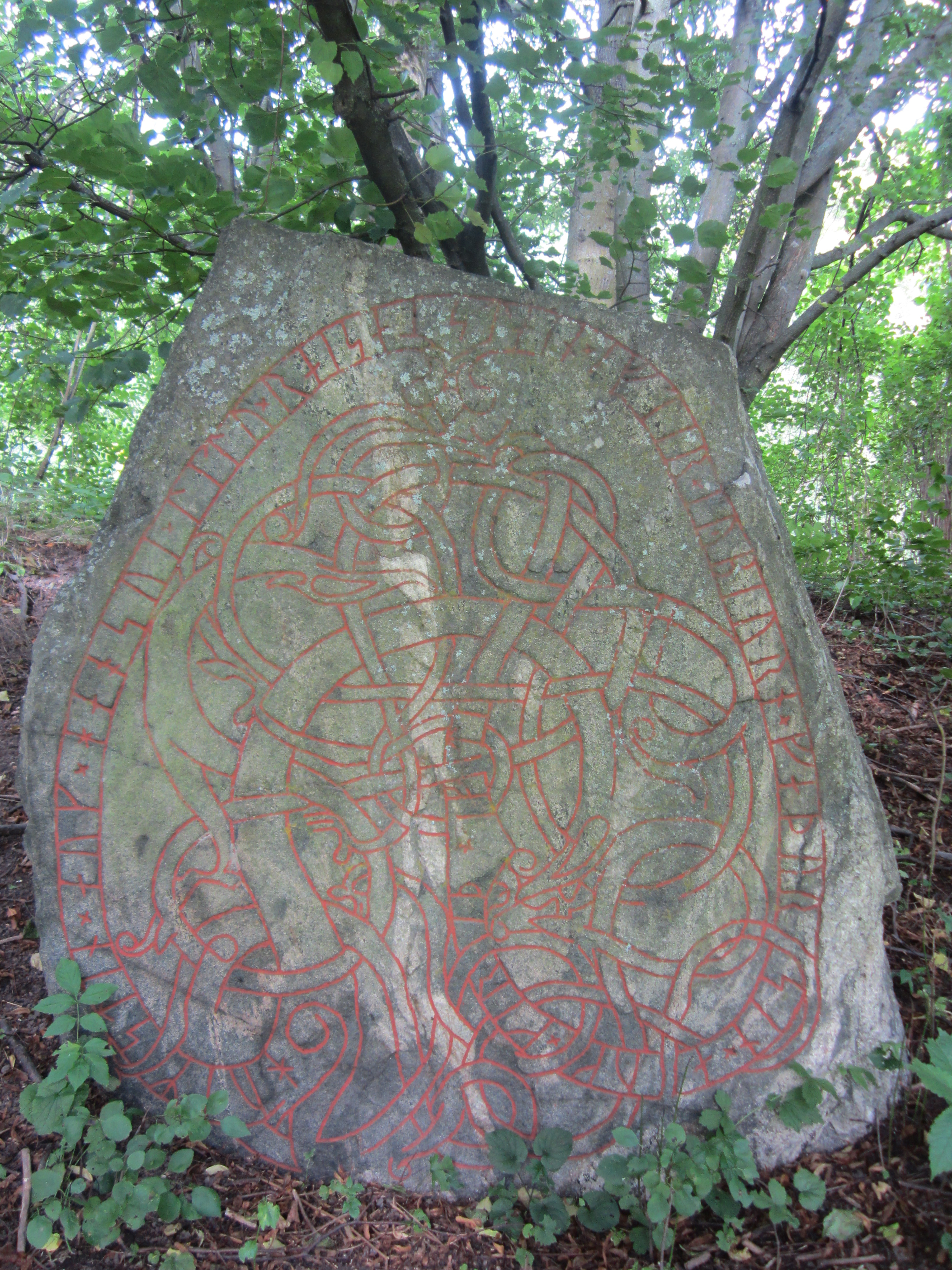
Камень с рунами (Сундбюберг)